# 石景宜
石景宜（1916年—2007年），香港著名出版界人士，香港漢榮書局有限公司創辦人。

## 生平
石景宜祖籍廣東省佛山市南海區，抗日戰爭期間，在廣州一所大學讀經濟科。他是惜書之人，1958年從廣州來港開設小型書店，1970年代在旺角創立漢榮書局，專注於經營中學、預科大專課本及參考書的銷售。先後創辦漢榮書局有限公司、導師圖書發行有限公司及導師出版社有限公司，業績輝煌。1980年代初，他毅然放下事業，全力投身於促進海峽兩岸文化交流、推廣中華藝術以及支持國家文教事業的工作。30年來，石景宜奔走於兩岸，以書為橋，以畫作舟，希望兩岸透過文化融和等方面，最終達致兩岸和平統一。他因此而獲得了「文化書使」、「功在文化的人傑」、「開啟海峽兩岸文化交流第一人」等美譽。 
石景宜是北京大學名譽博士、第六、七、八、九屆全國政協委員、香港特別行政區第一屆政府推選委員會委員、香港特區第九、十屆全國人大代表選舉會議成員、中華海外聯誼會名譽理事、廣州暨南大學董事、廣東韶關學院名譽董事長、武漢大學名譽教授。
石景宜於2007年10月21日在香港養和醫院病逝，終年91歲。
石景宜的妻子是劉紫英，大兒子石漢基在其父親逝世後，接手打理漢榮書局的生意。二兒子石國基則打理導師出版有限公司。